# 香槟-阿登

香檳-阿登位置

香檳-阿登（法語：Champagne-Ardenne）是法国東北部的一個旧大區，北鄰比利時。面积25,606平方公里，人口1,342,363。下轄阿登省 (08)、奧布省 (10)、馬恩省 (51)、上馬恩省 (52)。
2016年1月1日起，香檳-阿登大区与阿爾薩斯大區和洛林大區合併成大東部大區。